# 岩屋海水浴場
岩屋海水浴場（いわやかいすいよくじょう）は、兵庫県淡路市岩屋にある海水浴場。2008年開業。

## 概要
淡路島最北の海水浴場で、島の玄関口・岩屋ポートターミナルから徒歩5分というアクセス便利なロケーションが魅力。
海水の透明度は高く砂浜もきれいで、水の透明度が非常に高く、水質はAAという高い評価を受けている。
砂浜からは明石海峡大橋や大和島、神戸の街並みなどが眺められる。「岩屋県民サンビーチ」とも言われている。2009年 (平成21年) に廃止、その後解体された利便施設は、2019年 (令和元年)に建て替えられ新たに開設された。

## アクセス
- 神戸淡路鳴門自動車道 淡路ICから車で1分
- 岩屋海水浴場バス停（あわ神あわ姫バス）から徒歩1分